# Esaias Reusner der Ältere
Esaias Reusner der Ältere (auch Reussner, * im 1. Viertel des 17. Jahrhunderts, vermutlich in einem der Herzogtümer in Schlesien; † zwischen 1660 und 1680 in Schlesien) war ein deutscher Komponist und Lautenist.

## Leben und Wirken
Geburtsdatum und Geburtsort von Esaias Reusner konnten von der musikhistorischen Forschung noch nicht ermittelt werden; auch über seine frühe Zeit und seine Ausbildung ist bisher nichts bekannt. Er war der Vater des Lautenisten Esaias Reusner des Jüngeren (1636–1679) und lebte im Geburtsmonat seines Sohnes (April 1636) zusammen mit seiner Ehefrau Blandina, geborene Reich, in Löwenberg im Fürstentum Schweidnitz. Es ist noch nicht sichergestellt, dass er mit dem ebenfalls in Löwenberg lebenden Dichter und Historiker Elias Reusner (1555 – um 1615) und dessen Bruder, dem Rechtswissenschaftler Nikolaus von Reusner, verwandt war. Die Familie zog nach dem Tod von Esaias’ Frau Blandina 1645 nach Breslau, und zumindest bis zu diesem Jahr war er zuvor Lautenist bei dem Fürsten Heinrich Wenzel von „Buestat“ in Bernstadt im Herzogtum Oels.

## Bedeutung
Esaias Reusner der Ältere gilt als Autor einer Sammlung von 99 protestantischen Chorälen, die im Jahr 1645 in Breslau erschienen ist; die Stücke sind für die Laute gesetzt und in französischer Lautentabulatur notiert.

## Werke
- Musicalischer Lust-Garten, das ist Herren D. Martini Lutheri, wie auch anderer gottseliger (der Reinen Augspurgischen Confession zugethaner) Männer geistliche Kirchen- und Hauss-Lieder (Breslau 1645), 98 für die Laute gesetzte protestantische Choräle.